# ギミア・ぶれいく
『ギミア・ぶれいく』は、TBS系列で、1989年10月10日から1992年9月29日まで毎週火曜21:00 - 22:54 （JST）に放送された2時間の大型エンターテインメント番組である。キャッチフレーズは「社運バラエティー」。番組タイトルは「いい加減にしろ」の意味の「gimme a break」から。

## 概要

### 社運バラエティーとしての位置づけ
番組は大橋巨泉（番組スーパーバイザーを兼任）、関口宏、石坂浩二、ビートたけし、竹下景子、関口照生、森口博子、藤子不二雄Ⓐ、森光子といったメンバーが企画した「ギミア・ぶれいくスペシャル」（主にバラエティーとドキュメンタリーが中心だったが、不定期でドラマやアニメも放映された）をメインにアニメ『笑ゥせぇるすまん』、「巨泉の使える英語」などのサイドコーナーを絡ませた番組構成であった。特集を企画したタレントについては「視聴者に番組を提供する」というコンセプトの下、「プレゼンター（ないしはプレゼンテーター）」として紹介された。
上記のメンバーは同じ週に全員が出演することはなく、各週ごとに出演するメンバーは変わっていた。原則として番組の進行は巨泉が行っていたが、巨泉も週によっては出演しなかった（巨泉欠席時には他の出演者が進行を代行。稀に巨泉出演にもかかわらず他の出演者が進行したこともあった）。なお、竹下と関口照生は夫婦だが、夫婦同時に出演することは無かった。
上記メンバーが登場するスタジオパートは放送当日の夕方（17:30から2時間程度）にテレビ局舎・Gスタジオで擬似生放送形式で収録されていた（第1回放送のみ生放送）。
放送開始当初は特に前番組の夜10時台のニュース番組の影響でTBSの視聴率が全体的に悪いころであり、TBSの社運を賭けた「社運バラエティー」と位置づけていた。しかし、番組が軌道に乗るに従って社運バラエティーの名前を言わなくなった。
この番組の前は『ザ・ロードショー』→『火曜ロードショー』→『火曜ビッグシアター』といった映画（20時 - 21時54分）だったが、この番組の開始に伴い水曜21時 - 22時54分に枠移動しタイトルも『水曜ロードショー』に変更された（また、「火曜ビッグシアター」の時点で残ったスポンサーのうち、当枠にあてたスポンサーもあった）。
1990年3月20日、「潜入ヤクザ24時 - 巨大組織の舞台裏」というタイトルで暴力団に密着したドキュメンタリーを放送したが、債権取立てシーンが証拠となり、暴力団が逮捕されたこともあった。また、警察が捜査資料として取材したビデオテープを押収することが問題となった（TBSビデオテープ押収事件）。
1990年1月9日には深海潜水艇ノティール（フランス）による、駿河湾の調査のドキュメンタリーを放送した。その際、水深1,315メートルで約7メートルのオンデンザメの映像の撮影に成功し、スタジオに映像に基づいて作られた実物大パネルが持ち込まれた。なお、このときの映像はリメイク番組「キミハ・ブレイク」の最終回でも流された。

### 番組の終了とその後
1992年6月23日放送分では最低視聴率の9.7%を記録。その年の10月から月曜 - 木曜の夜7時枠に放送される『ムーブ』の枠確保のため、1992年9月に終了するが、この番組の体裁・形式は、その後1992年10月から日曜19:30-20:54に移り「THEプレゼンター」として、「ギミア・ぶれいくスペシャル」（特集コーナー）に特化する形で継続し、一部の企画はそちらでも放送され、1996年3月まで3年半放送、「ギミア・ぶれいく」を入れると6年半の放送となった。
また、2008年10月から2009年9月まで、この両番組のリメイクともいえる『バラエティーニュース キミハ・ブレイク』が火曜日19時56分 - 21時48分の2時間枠で放送された。

## 代表的なシリーズ企画
- 糸井重里・徳川埋蔵金発掘プロジェクト
- 史上最強のクイズ王決定戦（司会：草野仁、企画：石坂浩二） - ファミリーコンピュータ用ソフトとしてゲーム化もされた。
- いたずらウォッチングクイズ（司会：大橋巨泉） - いたずらに遭った一般人はのちに番組スタッフから趣旨の説明を受け、放送してもいいか可否を尋ね、希望しない（つまり放送されては困る）場合、その放送を希望しなかった一般人の内容は一切放送していないという旨を巨泉から1問目の冒頭で説明していた。
- 名球会世界野球紀行
- 世界の一発屋大賞（これが発展して）→大橋・上岡龍太郎・島田紳助の抗議一切受け付けません!!（年末スペシャル）
- ドミノ倒し挑戦（実況：松下賢次）
- 日本まるごとHOWマッチ（『世界まるごとHOWマッチ』の海外向け）
- 関口宏の「そして今」

## サイドコーナー・コーナードラマ
- 巨泉の使える英語：後に朝日放送で『巨泉の使えない英語』のタイトルで独立番組化。
- たけしの使える日本語：「使える英語」のパロディ。「ことわざ」「下町語」「時代劇語」「オカマ語」「ゴルフ語」「お年寄り語」「あの人語」「審判語」「ゲーム」「フィジカル･エクササイズ」とシリーズ化。
- 北野通信社：海外のニュース映像に勝手な吹替ナレーションをつけてパロディするコーナー。初期の数回で終了。
- ラーナハーン石坂：石坂と森口による料理コーナー。後に『石坂・森口のくっきん夫婦』（制作は毎日放送）のタイトルで独立番組化。
- あなたの街でミュージカル：竹下の担当コーナー。全国各地の都市へ行った、その名も社運ダンサーズが、ミュージカル形式でその街を紹介するVTRを作る（竹下自身は冒頭のみ出演）。初期の数回で終了。
- 森光子 をんなを読む - 森が文学作品の女性を描いたシーンを朗読する。
- 笑ゥせぇるすまん：藤子不二雄Ⓐ原作のブラックユーモア漫画の初アニメ化。最も人気を集め、後に単発特番として1993年末まで不定期放送された。その後、オープニングとエンディングが制作され30分番組として放送できるような体裁が整えられ、実際に何度か放送されている。藤子は『11PM』時代の巨泉から主人公の喪黒福造をデザインしたと後に明かしている。現在はTBSチャンネル2にて年末年始を除き、再放送が行われている。
- 八百八町表裏 化粧師：石ノ森章太郎原作アニメ。『笑ゥせぇるすまん』休止後に放送。
- さすらいくん：藤子不二雄Ⓐ原作アニメ。『笑ゥせぇるすまん』休止後に放送。さすらいくんの番宣の時に喪黒福造が登場し、第1話の話においてさすらいくんに旅をさせたのも喪黒福造だった。
- 藤子不二雄Ⓐの夢魔子：藤子不二雄Ⓐ原作アニメ。全3話放送。
- インスマスを覆う影：佐野史郎主演の特撮ホラードラマ。クトゥルフ神話中の著名作の翻案。
- オカルト勘平：藤子不二雄Ⓐ原作の特撮ホラードラマ。
- 関口宏のよくばりカレンダー：唯一初回から最終回まで放送。放送日の日付の過去に起きた出来事のVTRを紹介する。VTRとVTRの間は「…といえば」というフレーズで無理やり内容を関連づける。同時期に関口が司会をしていたテレビ東京『テレビあっとランダム』のランダム写真館に近いものである。

## スタッフ
- スーパーバイザー：大橋巨泉
- 構成：大岩賞介、高橋秀樹、原すすむ、ダンカン、川崎良、高瀬真尚、崎南海子 ほか
- 音楽：前田憲男
- 選曲：泉博之
- 技術協力：東通、エヌ・エス・ティー
- 美術協力：アックス
- 企画協力：大橋巨泉事務所、オフィスモリ、IME、関口宏事務所（現・三桂）、オフィス北野、サンアート、藤子スタジオ
- ディレクター：戸田郁夫・山崎玲・大沼眞理・笠原啓・阿部龍二郎・那須田淳・武井達明・和田尚造・安田淳・井田重利・森隆志（TBS）、波多野健・立川英弘・山田あかね・上川伸廣・洪龍吉・吉田宏・今井康之・角井英之（イースト）・西沢雅文（現 ファルコン）
- TK：石田眞理、鈴川知子
- プロデューサー：平山賢一・塩川和則・高橋利明・石川滋・難波一弘・戸田郁夫（TBS）、壁谷政彦・森政康（イースト）
- 制作協力：イースト
- 製作著作：TBS

## ゲーム
- ギミア・ぶれいく 史上最強のクイズ王決定戦（1991年12月13日、ヨネザワ）[1]

周辺機器を利用することで最大6人プレイが可能だが、1人プレイだと問題文が全部流れる前にCOMが早押しして解答するので、シビアな戦いを強いられる。
- ギミア・ぶれいく 史上最強のクイズ王決定戦2（1992年8月28日、ヨネザワ）

ファミコン通信クロスレビューでは6、4、4、4の18点。レビュアーは正統派クイズゲームで多人数プレイがセールスポイントなため対人戦はそれなりに遊べるがそれを想定しているがゆえ1人プレイでは予選から問題が難しくイライラさせられクイズマニアでないと答えられない、ひっかけ問題で途中まで文が出た段階で先にCOMが答えてしまい対応するには問題を覚えるしかないが誤答しても正解は出ない、問題の絶対数が少ない、グラフィックは寂しげとした一方で難易度はそれほどでもないとする者、ジャンルの散らばりも比較的リーズナブルで真面目にクイズをやりたい人向けだとする者もいた。